# 四式手榴彈

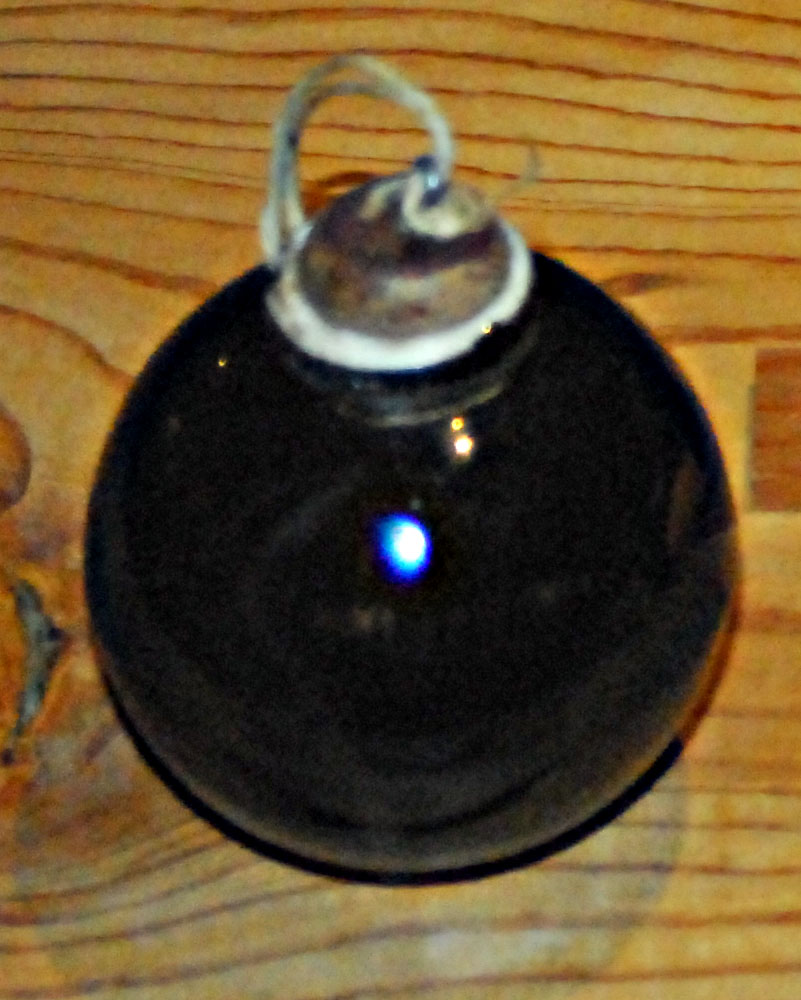
四式陶製手榴彈

四式手榴彈，又稱陶製手榴彈（よんしきとうせいてりゅうだん），是一個日本帝國海軍在第二次世界大戰接近尾聲時開發用來『最後一搏』的手榴彈。

## 歷史與發展
到了1944年末與1945年初，日本大部分的工業基礎建設已在盟軍戰略轟炸中毀損，而且由於盟軍的海上封鎖與潛艇作戰，原物料日益短缺。日本帝國海軍技術局由於缺乏金屬以大量生產要用來對抗盟軍對日本預計進行的入侵所需的手榴彈，因而開發設計了一種便宜又易於製造的陶或瓷製手榴彈。以生產傳統日本陶藝出名，諸如有田、備前及瀨戶等地的窯被強制服務以生產這些相對上較粗糙的武器。由於設計因窯而異，這種手榴彈的形狀、大小與顏色的變化相當多元。

## 設計
四式手榴彈擁有赤陶或瓷製的破片型彈身。這種手榴彈為球形，並有著套上橡皮套的瓶頸以及一個簡單的引信。這種引爆器不過是個夾在5秒長引信上的雷管。在橡皮塞外的引信另一頭則覆上了火柴頭上的化學物質。整個頸部以及引信套上了一個橡皮套。橡皮製的引信套內含一個又小又鬆動、一面塗了觸感粗糙的化學物質的木塊。

## 戰鬥紀錄
四式手榴彈被大量配給諸如國民義勇戰鬥隊或大日本翼賛壯年團等民事防護組織，以及準備對抗盟軍對日本列島可能的侵略的後備軍組織使用。這些手榴彈也被大量送往前線；已知日軍在硫磺島戰役與沖繩島戰役中皆有使用。

## 引述資料
- US Department of War. . Louisiana State University Press. 1994 reprint. ISBN 0807120138.
- . Departments of the Army and the Air Force. 1953. ASIN B000H7NCDS.

## 外部連結
- 陶瓷手榴彈（页面存档备份，存于）
- 內部結構細節（页面存档备份，存于）

## 註解
1. ↑  .   [2010-08-11]. （原始内容存档于2010-05-27）.
2. ↑  .   [2010-08-11]. （原始内容存档于2010-05-05）.